# Artemida
Artemida (grč. Ἄρτeuiς, G. Ἀρτέμιδος) boginja je Mjeseca, zvijeri i lova, zaštitnica djevojaka, božica svadbe i poroda; Apolonova sestra blizanka, Zeusova i Letina kći. Artemidini su pandani u rimskoj mitologiji Dijana, boginja lova i Selena, boginja Mjeseca.

## Etimologija
Artemidino ime možda je povezano s grčkom riječi αρτεμης (artemis) koji je značio da je nešto sigurno.
Hetiti su štovali božicu lova Rutamiš, a Lidijce božicu Aritmu kojoj bjehu posvećeni košuta i jelen.

## Karakteristike
Artemida je božica Mjeseca te je stoga Apolonova sestra blizanka. Budući da nosi luk i strijele, s vremenom je postala i božica zvijeri i lova. Zaštitnica je djevojaka, kojima šalje brzu smrt, ali spašava ih također kad zatreba. Mladićima donosi slavu i čast. Artemidu štuju kao djevičansku božicu okuženu nimfama te kao božicu svadbe i porođaja, što je razlog zbog kojeg nevjeste Artemidi posvećuju svoj pojas. Najčešće je prikazivana s mjesečevom krunom u kosi te s jelenjom kožom oko ramena. Posvećeni su joj lovački psi i sva zvjerad. 
Artemida je gospodarica zvijeri, božica divljači i lova, koju pjesnici, mitografi i likovni umjetnici redovno predočuju kao lijepu djevojku naoružanu lukom i strijelama, praćenu košutom, katkad veprom i psom. Često je odjevena u kratku suknju, bosonoga je i u streljačkoj pozi. Homer ju je u Ilijadi prikazao djevojačkog izgleda.
Najstariji primjeri Artemide u grčkoj arhajskoj umjetnosti prikazuju je kao Potnia Theron - božicu zvijeri - krilatu božicu koja drži leoparda i jelena u rukama, a katkad leoparda i lava.
U klasičnoj je grčkoj umjetnosti prikazivana kao tamnoputa lovkinja odjevena u djevojačku kratku suknju, s lovačkim čizmama, srebrnim lukom i strijelama te magičnim tobolcem. Često je prikazivana u streljačkome stavu, zajedno sa psom ili jelenom. Katkad je luk i strijele zamjenjivalo i koplje. Kao boginja djevojaka držala je i liru, a kao boginja svjetla par zapaljenih baklji.
Artemida je nekoć predočavana i kao neka tuđa boginja kojoj su prinosili ljudske žrtve, a predstavljala je bolest, smrt i zlo. Budući da su lov i rat bili povezani, u nekim je krajevima postala boginja rata. U Sparti su joj navodno prinosili ljudske žrtve, a poslije su pred njezinim kipom šibali spartanske mladiće da bi ih pripremili na patnje koje ih čekaju u ratu.

## Kult
Osobito je štovana u Arkadiji, a najpoznatiji je hram u Efezu - Artemision - remek-djelo grčke arhitekture i skulpture. Također je bila posebno štovana u Sparti.
U Maloj Aziji bila je vrhovno božanstvo, posebice u spomenutom Efezu. U Djelima apostolskim (19:28) govori se o Efežanima i njihovu štovanju:
Čuvši to, razgnjeve se pa poviču: "Velika je Artemida efeška!"
Mlade su Atenjanke u dobi od pet do deset godina bile slane u Artemidino svetište u Brauronu da bi služile božici jednu godinu. Za to su vrijeme bile znane kao arktoi, odnosni medvjedići. Mit objašanjava da je jedan medvjed navikao redovno posjećivati taj grad te da su ga ljudi hranili i pripitomili. Jednog je dana medvjed ubio djevojčicu, a njezina su braća ubila medvjeda što je razbjesnilo Artemidu koja je zahtijevala da se djevojčice ponašaju kao medvjedi da bi nadoknadile njegovu smrt.
U mnogim su dijelovima Grčke mlade žene posvećivale igračke, lutkice i uvojke svoje kose Artemidi prije braka.

## Mitologija

### Rođenje i djetinjstvo
Kad je boginja Hera saznala da Leta nosi djecu njena muža Zeusa, bila je bijesna i ljubomorna te se odlučila osvetiti tako što nije dopustila Leti da ostane na čvrstoj zemlji (kopnu ili otoku) i Leta je bila prisiljena tražiti gdje će roditi. Dok ju je gonila zmija Piton s glavom zmaja koju je na nj poslala Hera, Leta je naišla na novostvoreni otok Del koji je plutao na vodi i nije bio ni kopno niti otok, a bješe okružen labudovima. Kad je kročila na nj, dvije su stijene izronile iz morskih dubina; jedna je zaustavila kretanje otoka, a druga stala zmiji na put. Zatim je Leta na gori Kintu rodila blizance - sina Apolona i kćer Artemidu. Poslije je Zeus prikovao Del za dno oceana da više ne pluta, a otok je postao posvećen Apolonu.
Hera je otela Ilitiju, božicu rađanja, da bi spriječila Letu od porođaja. Ostali su bogovi prevarili Heru tako što su joj ponudili ogrlicu od jantara dugačku osam metara, a božica je uspjela pobjeći. Legenda kaže da je Artemida rođena prva, a potom je pomogla majci da porodi njezina brata Apolona te je postala božica porođaja. 
Druga inačica priče govori da ih je rodila u gaju Ortigiji u Efezu, a u njegovoj su blizini Grci podigli hram Artemidi koji je postao jedan od sedam svjetskih čuda.
Kad je imala tri godine, Artemida je upitala svoga oca Zeusa kojem je sjedila na koljenu da joj ispuni nekoliko želja. Tražila je da se nikad ne uda, da ima lovačke pse, jelene koji će joj voditi kočiju i nimfe kao družice u lovu koje su ostale djevice. Kad bi se zasitila lova, otišla bi svome bratu Apolonu u Delfe i ondje plesala s Haritama ili pjevala s Muzama.

### Akteon
Jednom se Artemida kupala gola u šumi kad je tebanski princ i lovac Akteon naišao na nju. On je zastao i buljio, zadivljen njenom očaravajućom ljepotom. Slučajno je stao na grančicu te ga je Artemida opazila. Bila je ogorčena te je bacila magičnu vodu na njegovo čelo koja ga je pretvorila u jelena, a njegovi su ga vlastiti lovački psi ubili.
Druga inačica priče govori da se Akteon hvalio da je bolji lovac od nje te ga je ona pretvorila u jelena kojeg su razderali njegovi vlastiti psi. I jedna priča u Adonisu govori da se hvalio da je bolji lovac od Artemide pa je ona poslala vepra na nj.

### Kalista
Artemida je ubijala bilo koju svoju družicu koja je izgubila djevičanstvo, primjerice - Meru i Kalistu. Kalisto je izgubila svoje djevičanstvo sa Zeusom koji je ili došao prerušen kao Apolon ili kao sama Artemida. Kad je to doznala, bijesna ju je Artemida pretvorila u medvjeda. Kalistin sin Arkad gotovo je ubio svoju majku dok je lovio, ali zaustavio ga je ili Zeus ili Artemida te su ih oboje postavili na nebo kao zviježđa - Veliki medvjed i Mali medvjed.

### Agamemnon i Ifigenija
Artemida je kaznila Agamemnona zato što je ubio svetu košutu u svetom gaju te zato što se hvalio da je bolji lovac od nje. Na putu za Troju da bi sudjelovao u Trojanskom ratu, Agamemnonovi su brodovi iznenada stali jer je Artemida zaustavila vjetar. Vrač Kalhant prorekao je da će zaustaviti Artemidu jedino ako joj žrtvuju Ifigeniju, Agamemnonovu kćer. U nekim je inačicama priče on to i učinio, a u drugim je pak umjesto nje žrtvovao košutu, a Ifigenija je odvedena na Krim da priprema druge za žrtvu Artemidi. O tome piše Euripid u svojim djelima Ifigenija među Taurijcima i Ifigenija na Aulidi.

### Trojanski rat
Artemidin je brat Apolon bio bog zaštitnik Troje, a i sama je Artemida bila vrhovno božanstvo u Maloj Aziji tako da je favorizirala Trojance za vrijeme Trojanskog rata.
Na nju se ljutila Hera zato što se zalagala za Trojance te ju je pogodila u uši vlastitim tobolcem, tako da su njezine strijele ispale. Artemida je plačući otrčala Zeusu, a Leta je pokupila strijele koje su ispale iz tobolca.

### Ot i Efijalt
Ot i Efijalt, Aloidi, divovi, bacila su Aresa u lance i stavila ga u brončanu urnu u kojoj je ostao 13 mjeseci. Prekrasna je Eribeja, pomajka dvaju divova, rekla Hermesu što su učinili te ga je on spasio, a Artemida je prevarila Aloide rekavši da će se udati za Ota, a to je Efijalta učinilo ljubomornim. Počeli su se svađati, a Artemida se pretvorila u bijelu košutu i stala između njih. Divovi, ujedno i strastveni lovci, bacili su na nju koplja i tako zapravo ubili jedan drugoga.

### Nioba
Nioba je bila tebanska kraljica i Amfionova žena koja se hvalisala nad Letom jer je imala četrnaestero djece (Niobide) - sedam dječaka i sedam djevojčica, dok je Leta imala samo dvoje - Artemidu i Apolona. Apolon joj je ubio sinove dok su trenirali atletiku, a Artemida je ubila njezine kćeri otrovnim strijelama, kao i Apolon. U nekim je inačicama priče poneki potomak spašen. Amfion se, vidjevši mrtve sinove, prema nekim legendama ubio, a prema drugima ubio ga je Apolon nakon što je bjesnio i pokušavao se osvetiti. Shrvana je Nioba otišla u Malu Aziju gdje se plačući pretvorila u kamen, a njezine su suze stvorile rijeku Ahel. Zeus je pretvorio sve Tebance u kamen te nitko nije mogao pokopati Niobu, a na posljetku su je devetoga dana pokopali bogovi.

### Ostalo
Kralj Enej jednom je zaboravio prinijeti žrtvu Artemidi te je ona poslala ogromnog vepra u njegovu zemlju koji je ubijao ljude i uništavao ljetinu. Na posljetku su se udružili svi kalidonski junaci na čelu s Meleagrom, Enejovim sinom, da bi ga ubili.
Osim ubojstava, Artemida je brojne ljude i spasila, a moglo ju se umilostiviti isprikom ili prinošenjem žrtve. Od njezina se gnjeva spasio Heraklo koji je ulovio njezinu omiljenu kirinejsku košutu.

## Artemidina glava na Visu
Nije poznato kad je i na kojem isejskom lokalitetu pronađena brončana glava boginje Artemide. Ona se nalazila u jednoj kući na Visu i vjerojatno je bila dijelom zbirke viške obitelji Dojmi. 1950-ih donesena je u splitski Arheološki muzej gdje je nad njom započeta dugotrajna konzervacija i znanstvena obrada. Pripadala je brončanoj skulpturi veličine između 150 i 160 cm. Glava prikazuje mladu ženu idealizirana izgleda. Lice bez bora odaje smirenost i sklad unutarnjih raspoloženja. Oči su krupne i obložene svijetlim listićem (olovo), što daje snažan koloristički kontrast u odnosu na zelenkastu patinu bronce. Oko očiju je plastika djevojačkih podočnjaka, usta su mala. Kosa je valovita, prikazana prirodno, tako da se pojedini pramenovi čak međusobno isprepliću. Kosa je razdijeljena po sredini, te na zatiljku začešljana u punđu, ostavljajući uši slobodnima. Nešto iznad čela, na tjemenu, nalazi se dijadema na kojoj je urezan vitičasti ukras. Vrat je nepravilno odlomljen od tijela. Izraz lica i oblik glave skulpturalni su elementi koji se temelje na Praksitelovoj tradiciji. Ona je grčki originalni rad rađen krajem 4. ili početkom 3. st. pr. Kr. Sam kult Artemide u Issi je dobro arheološki posvjedočen.

## Vanjske poveznice
- Artemida u klasičnoj literaturi i umjetnosti (engl.)
- Artemida u grčkoj mitologiji (engl.)